# Julia Inglis
Julia Inglis, född 1833, död 1904, var en brittisk memoarskrivare. 
Hon var gift med generalmajor sir John Eardley Inglis, brittisk befälhavare vid belägringen av Lucknow under sepoyupproret 1857. 
Hon skildrade sina erfarenheter under sepoyupproret i The Siege of Lucknow: a Diary.